# João Santa-Rita
João Santa-Rita (Lisboa, 20 de mayo de 1960) es un arquitecto portugués.

## Biografía
Graduado en Arquitectura en 1983 en la Escuela de Bellas Artes de Lisboa, trabajó con Manuel Vicent en Macao entre 1986 y 1988, y luego fundó su propio estudio, Santa Rita Arquitectos, en Lisboa. Es profesor en el Departamento de Arquitectura de la Universidad Autónoma de Lisboa y presidente del Colegio de Arquitectos de Portugal (2014-2016), donde sucedió a João Belo Rodeia en el cargo. Ha contribuido a varias jornadas y encuentros educativos y conferencias en los Estados Unidos, Europa y América Latina. João Santa-Rita es miembro del comité de expertos del Premio Europeo del Espacio Público Urbano desde la edición de 2016.